# ذواقة الشاي

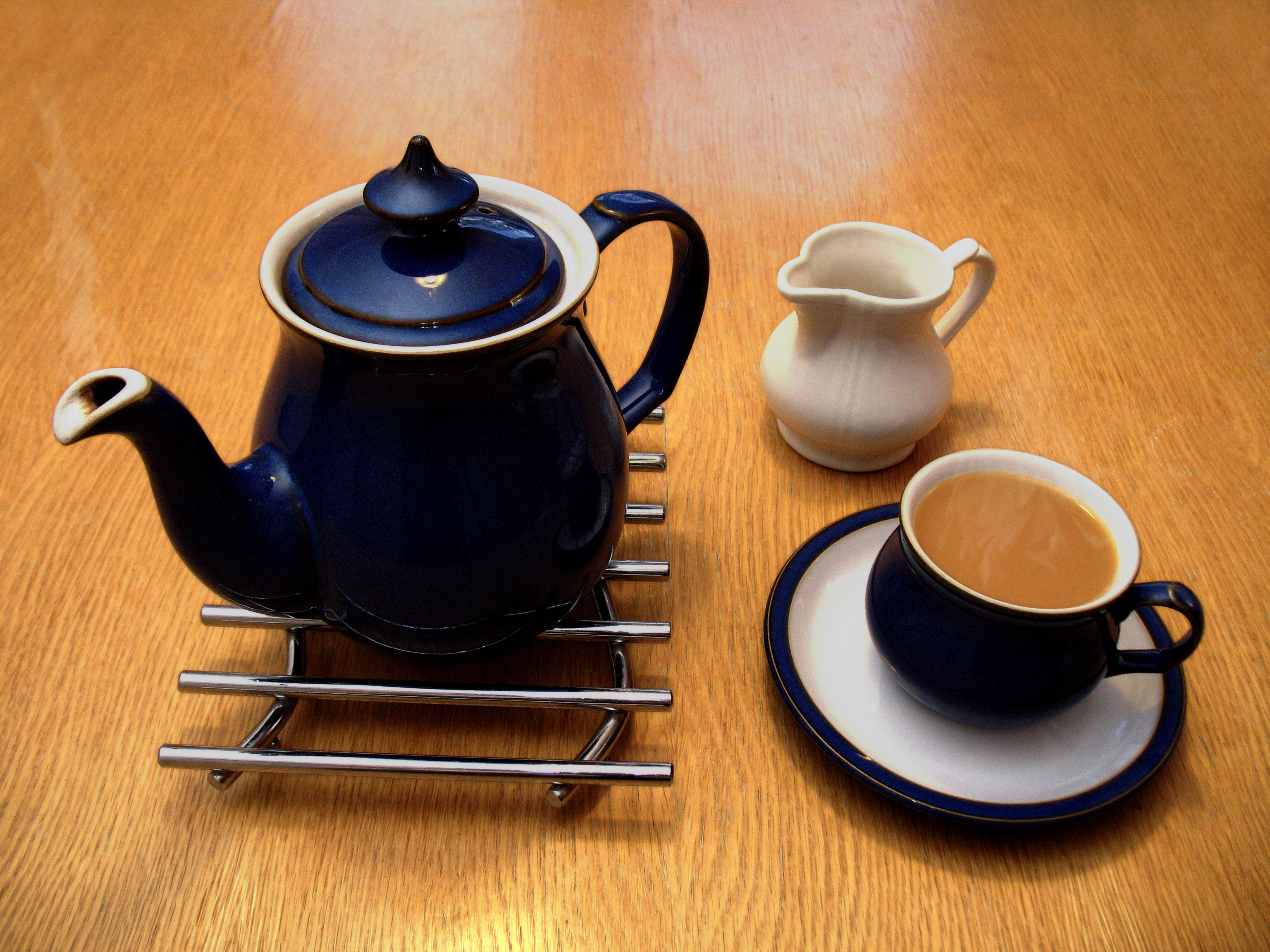
التجربة عما إذا كان الذائق يمكن أن يقرر ما إذا كان الحليب قد أضيف قبل الشاي او العكس عند إعداد كوب الشاي مع الحليب.

ذواقة الشاي هي تجربة عشوائية في مجال الإحصاء ابتكرها رونالد فيشر وكتب عنها في كتابه «تصميم التجارب» في عام (1935). هذه التجربة توضح مفهوم عن فرضية العدم حيث وصف فيشر في أقل من 10 صفحات عن حادثة حقيقية حصلت له.
```
كانت هناك سيدة تدعي موريل بريستول تقول بأنها قادرة على معرفة ما إذا كان الشاي أو الحليب قد تمت إضافته أولاً إلى فنجان. اقترح فيشر بإعطاءها ثمانية أكواب بترتيب عشوائي أربعة منها صب الشاي أولاً ثم الحليب وآخرى صب بعكس. يمكن للمرء أن يسأل ما هو عدد المعين من الكؤوس الممكن حددتها بشكل صحيح للتأكد من مصداقية السيدة.
[
4
]
```

## التجربة
يتم إعدادها للسيدة 8 أكواب من الشاي مع الحليب بشكل عشوائي بحيث يتم إعداد اربع من أكواب بإضافة الحليب أولاً واربع آخرى بإضافة الشاي أولاً. حيث يكون إحصائية الاختبار عبارة عن عدد بسيط من عدد النجاحات في اختيار 4 أكواب (تم اختيار عدد الكؤوس من النوع المحدد بنجاح). تم حساب توزيع الأعداد المحتملة للنجاحات بافتراض صحة فرضية العدم باستخدام عدد التباديل. لمعرفة التوافيق لعدد {\displaystyle 8=n} أكواب يتم اختيار {\displaystyle k=4} منها ليصبح مجموع التوافيق المحتملة {\displaystyle {\frac {8!}{4!(8-4)!}}=70} .

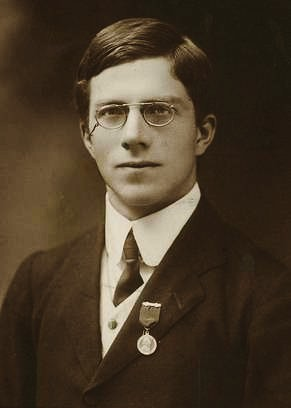
رونالد فيشر في عام 1913

| عدد النجاحات | التباديلات المختارة                | عدد التباديلات |
| ------------ | ---------------------------------- | -------------- |
| 0            | oooo                               | 1 × 1 = 1      |
| 1            | ooox, ooxo, oxoo, xooo             | 4 × 4 = 16     |
| 2            | ooxx, oxox, oxxo, xoxo, xxoo, xoox | 6 × 6 = 36     |
| 3            | oxxx, xoxx, xxox, xxxo             | 4 × 4 = 16     |
| 4            | xxxx                               | 1 × 1 = 1      |
| الإجمالي     | الإجمالي                           | 70             |